# 爱在暹逻
《愛在暹邏》是一部講述發生在泰国曼谷暹邏廣場故事的電影，是2007年泰國獲得廣泛好評的一部浪漫同志愛情電影，影片勾勒出多層面的家庭與友情，其中兩個男孩間的純美愛情故事更是一大亮點。

## 譯名
本片在台灣上映、播出、發行的官方中文译名為《爱在暹邏》；在中國大陸，本片網譯為《暹羅之戀》，后在電影資訊社群網站豆瓣更改為《愛在暹羅》，但中国大陆的影片发行方以及很多知名媒體仍稱其為《暹羅之戀》；在香港，本片上映時譯為《泰哥兒》；东南亚国家的华文译名为《与爱同行》。

## 演员
| 演员                    | 角色                    |
| ----------------------- | ----------------------- |
| 维特维斯特·海伦亚沃恩酷 | 繆（Mew）               |
| 馬力歐·慕瑞             | 棟（Tong）              |
| 赖拉·邦雅淑             | 紅（Tang）/ 莙（June）  |
| 辛賈‧潘妮特             | 棟的媽媽，蘇妮（Sunee） |
| 松希·努諾卡空希         | 棟的爸爸，昆（Korn）    |
| 坎雅·拉坦娜佩琦         | 瑩（Ying）              |
| 查妮達·彭西皮帕特       | 朵娜（Donut）           |
| Pimpan Buranapim        | 繆的奶奶                |
| 阿缇·尼永库             | 小時候的繆              |
| 吉拉育·拉翁馬尼         | 小時候的棟              |

## 剧情
暹（音：xiān / ㄒㄧㄢ / 粵音：cim3）日光升起的意思。暹邏是泰国的旧称。
电影取名《爱在暹罗》，是因为故事的重要情节幾乎都發生在曼谷的暹罗广场。暹罗广场是曼谷的年轻人最喜欢聚集的地带，周围的购物中心林立，两条空中铁路（Skytrain）的线路素坤逸線（Sukhumvit Line）和是隆線（Silom Line）在此交汇。
《爱在暹罗》讲述了两个从小一起长大的男孩之间的感情经历。Mew和Tong从小是邻居也是同校的好朋友，有一次Tong全家人去清迈旅游，结果Tong的姐姐却因不跟随父母去游玩，而去森林露营，也因此而突然失去踪影，Tong的父母很自责，其父更因此终日酗酒不理正事，Tong的母亲一人辛苦工作支撑整个家庭，不久後为了忘记不愉快的往事，Tong搬家至别处。Mew与Tong从此失去联系。
数年後Mew在就读的学校组了个名为August的乐团，乐团的自录专辑在暹罗广场一带卖到断货。Mew的唱片製作人希望他能写首温馨的情歌，來作為新版唱片的主打歌曲，但Mew卻从未恋爱过，不懂如何写情歌。
Ying是個與Mew當邻居後就一直暗恋著Mew的女孩，就算整条街道的人都说Mew是娘娘腔也毫不在意；往後在与Mew和Tong的相处中，Ying渐渐发觉两个男孩子之间有著一种超越友谊的情感。
Tong的家庭也搬回曼谷，並且交了一个名叫Donut的漂亮女朋友，但沒有重視這段感情。Tong无意间听到August的歌曲，十分喜欢，但专辑已卖断，却正巧在暹邏廣場唱片行的前方，遇到多年未見而正要离开的Mew。不久之後，Mew望著兩人小時的照片而寫出了「Roo suek barng mhai」（「รู้สึกบ้างไหม」，你能感受嗎？），這首歌讓唱片製作人很滿意，決定將這首歌作為新版唱片的主打歌，並計畫August乐团於聖誕節當天在暹邏廣場第一次公開演出；後來與Tong的相處時間越來越久，Mew又將對Tong的感情写成了「Gun lae gun」（「กันและกัน」，同行），并在Tong家举办的派对中首次對著Tong演唱，而Tong也终于开始正視自己的感情，在派对结束後與Mew在庭院裡相吻，無意間却被Tong的妈妈（Sunee）看到。隔天，Sunee去找Mew让他中止與兒子(Tong)的关系；此时Ying卻在门外听著……。此後，Mew開始意志消沉的躲著Tong，並無心專注在樂團上。
Tong妈妈是个天主教徒，多年来一个人辛辛苦苦，不仅要照顾还在念书的Tong，也要照顾已烂成酒鬼的丈夫，同时她的心裏也在为自己女儿的走失而自责。当她发现Tong和Mew的同志情感，她开始害怕Tong会走上一条不正確的人生路，於是去Mew家談判，以致Tong有段時間不諒解她，多重压力於一身的她面臨崩溃邊緣。
Mew在一次機會下，无意间发现Ying暗恋自己很久…
圣诞节就要到了，Mew却无法再唱出情歌，也讓樂團友誼出現裂痕；Tong也在家庭与Mew之间两难，两人迷失暹罗广场街头，他们该何去何从……

## 奖项

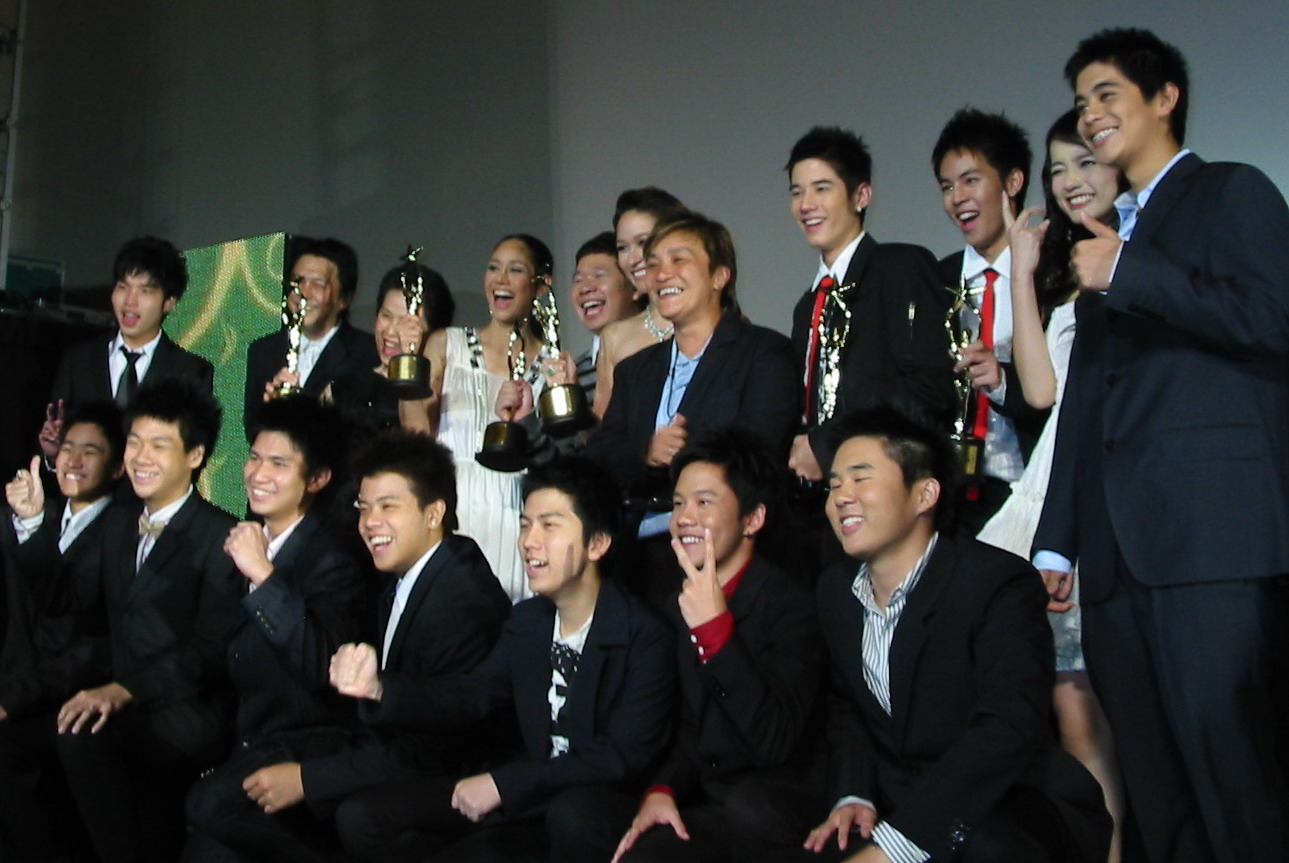
2008年4月20日，一众演员在星光颁奖盛典上

《爱在暹罗》代表泰国报名角逐2008年奥斯卡最佳外语片奖
,在泰国2007年电影金像奖赛季的多个大型奖项上均获得“最佳影片”的殊荣，包括泰国国家电影协会奖、Starpic杂志的“Starpics大奖”、泰国影评人协会奖、星光娱乐奖和Kom Chad Luek报纸举办的“Kom Chad Luek大奖”。
| Starpics大奖（Starpics Awards） - 最佳影片 - 最佳导演 （Chookiat Sakveerakul） - 最佳男主角 （Mario Maurer） - 最佳女主角 （Sinjai Plengpanich） - 最佳男配角 （Songsit Rungnopakunsri） - 最佳剧本 （Chookiat Sakveerakul） - 最佳摄影 （Chitti Urnorakankij） - 最佳原创音乐 （Kitti Kuremanee） - 最受欢迎电影 Kom Chad Luek大奖（Kom Chad Luek Awards） - 最佳影片 - 最佳女主角 （Sinjai Plengpanich） 泰国国家电影协会奖（Thailand National Film Association Awards） - 最佳影片 - 最佳导演 （Chookiat Sakveerakul） - 最佳女配角 （Chermarn Boonyasak） | 泰国影评人协会奖（Bangkok Critics Assembly Awards） - 最佳影片 - 最佳导演 （Chookiat Sakveerakul） - 最佳女主角 （Sinjai Plengpanich） - 最佳女配角 （Chermarn Boonyasak） - 最佳剧本 （Chookiat Sakveerakul） - 最佳原创音乐 （Kitti Kuremanee） 星光娱乐奖（Star Entertainment Awards） - 最佳影片 - 最佳导演 （Chookiat Sakveerakul） - 最佳女主角 （Sinjai Plengpanich） - 最佳女配角 （Chermarn Boonyasak） - 最佳剧本 （Chookiat Sakveerakul） - 最佳原创音乐 |

在亚洲电影大奖和香港国际电影节上，本片获最佳男配角（馬力歐·慕瑞）和最佳作曲家（kitti kuremanee）提名。

## 原声带
原声带专辑于2007年11月12日在泰国发行，比电影上映提时间早了10天。此专辑为两碟装，有CD和VCD，由于热卖，在它发行了的第一个星期内很多商店都售罄了。

### 曲目

#### 碟1（CD）
1. “Gun lae gun”（“กันและกัน”，同行）–Suweera Boonrod（Flure）–4:34
2. “Ticket（ มะเดี่ยว，车票）”–导演楚克薩克瑞科和 August 乐队–3:34
3. “Roo suek barng mhai”（“รู้สึกบ้างไหม”，你能感受吗？）（演唱版）–维特维斯特·海伦亚沃恩酷–4:16
4. “Pieng ter”（“เพียงเธอ”，只有你）–维特维斯特·海伦亚沃恩酷–4:12
5. “Gun lae gun”（“กันและกัน”，同行）（木吉他版）–导演楚克薩克瑞科–6:20
6. “Kuen aun pen niran”（“คืนอันเป็นนิรันดร์”，美好的夜晚）–Passakorn Wiroonsup–3:07
7. “Gun lae gun”（“กันและกัน”，同行）（演唱版）–维特维斯特·海伦亚沃恩酷–6:02
8. “Roo suek barng mhai”（“รู้สึกบ้างไหม”，你能感受到吗？）（原装版）–维特维斯特·海伦亚沃恩酷–5:00
9. “Pieng ter”（“เพียงเธอ”，只有你）（示范版）–导演楚克薩克瑞科–4:23
10. “Ticket（Night Trip，车票）”（演奏版）–乐器 –3:50

#### 碟2（VCD）
1. 《爱在暹罗》预告片
2. 《同行》MV
3. 介绍August乐队
4. 《同行》幕后花絮MV